# André Rossinot
André Rossinot (ur. 22 maja 1939 w Briey) – francuski polityk, lekarz, były minister w dwóch rządach, wieloletni mer Nancy, honorowy przewodniczący Partii Radykalnej. Oficer Legii Honorowej.

## Życiorys
Studiował medycynę na Université Nancy-II. Specjalizował się w zakresie otorynolaryngologii. Działalność polityczną rozpoczął w latach 70., w ramach Partii Radykalnej oraz Unii na rzecz Demokracji Francuskiej. W 1978 po raz pierwszy został posłem do Zgromadzenia Narodowego. W niższej izbie parlamentu (z przerwami na czas pełnienia funkcji rządowych) zasiadał do 1997.
Od 1981 do 1986 był członkiem Zgromadzenia Parlamentarnego Rady Europy. Dwukrotnie sprawował urząd ministra – w drugim gabinecie Jacques’a Chiraca był ministrem ds. kontaktów z parlamentem (1986–1988), w rządzie Édouarda Balladura kierował resortem służb publicznych (1993–1995).
W 1983 po raz pierwszy objął urząd burmistrza Nancy. Uzyskiwał od tego czasu reelekcję, m.in. w 2008 został wybrany na kolejną kadencję. W 2014 nie zdecydował się na ponowny start. Trzykrotnie był przewodniczącym Partii Radykalnej – w latach 1983–1988, 1993–1997 i 2003–2005. W 2002 poparł akces radykałów do Unii na rzecz Ruchu Ludowego i przyjęcie w jej ramach statusu ugrupowania stowarzyszonego. Od 2005 do 2007 pełnił funkcję współprzewodniczącego PR (obok Jean-Louisa Borloo), następnie otrzymał tytuł honorowego przewodniczącego partii.